# Kengo Fukudome
Kengo Fukudome (福留 健吾 Fukudome Kengo?, Tottori, 14 de mayo de 1987) es un futbolista japonés que juega como guardameta en el Yonago Genki.

## Trayectoria

### Clubes
| Club                     | País     | Año       |
| ------------------------ | -------- | --------- |
| SV Kriegsdorf            | Alemania | 2010-2011 |
| FC Niederkassel          | Alemania | 2011-2012 |
| SF Troisdorf             | Alemania | 2012-2013 |
| Alemannia Aachen II      | Alemania | 2014      |
| Alemannia Aachen         | Alemania | 2014-2015 |
| Mito HollyHock           | Japón    | 2015      |
| Azul Claro Numazu        | Japón    | 2017-2018 |
| Albirex Niigata Singapur | Singapur | 2019      |
| Gainare Tottori          | Japón    | 2020-2022 |
| Yonago Genki             | Japón    | 2023-     |